# Operacja Turkey Buzzard
Operacja Turkey Buzzard, znana również jako operacja Beggar – brytyjska operacja zaopatrzeniowa dla sił alianckich stacjonujących w Afryce Północnej, przeprowadzona w okresie od czerwca do sierpnia 1943 r. podczas II wojny światowej. Operacja została nazwana w odmienny sposób przez poszczególne rodzaje brytyjskich sił zbrojnych: armia brytyjska nazwała ją „Turkey Buzzard”, podczas gdy w lotnictwie była znana pod kryptonimem „Beggar”.
Przyczyną przeprowadzenia misji był brak wystarczającej ilości maszyn szybowcowych w Afryce Północnej dostępnych dla planowanej operacji brytyjskiej 1 Dywizji Powietrznodesantowej na Sycylii oraz niewielka ładowność amerykańskich szybowców Waco CG-4. Za cel obrano dostarczenie z Wysp Brytyjskich do Afryki drogą lotniczą 32 brytyjskich szybowców Airspeed Horsa, znacznie przewyższających pod tym względem maszyny amerykańskie, które były holowane przez brytyjskie bombowce Handley Page Halifax na dystansie 5 100 km z Anglii do Tunezji. Misja została podjęta przez 2 Skrzydło Pułku Pilotów Szybowcowych i Dywizjon 295 RAF-u
Podczas operacji jedna para Halifax-Horsa została zestrzelona przez niemiecki samolot patrolowy dalekiego zasięgu Fw 200 Condor. W sumie stracono pięć Hors i trzy Halifaxy, ale dwadzieścia siedem szybowców przybyło do Tunezji na czas, aby wziąć udział w inwazji aliantów na Sycylię. Chociaż operacja zaopatrzeniowa zakończyła się sukcesem, niewiele szybowców dotarło do swoich stref lądowania na Sycylii podczas dwóch brytyjskich operacji powietrznodesantowych – wiele z nich padło ofiarą złych warunków pogodowych lub bratobójczego ostrzału przeciwlotniczego.

## Tło sytuacyjne

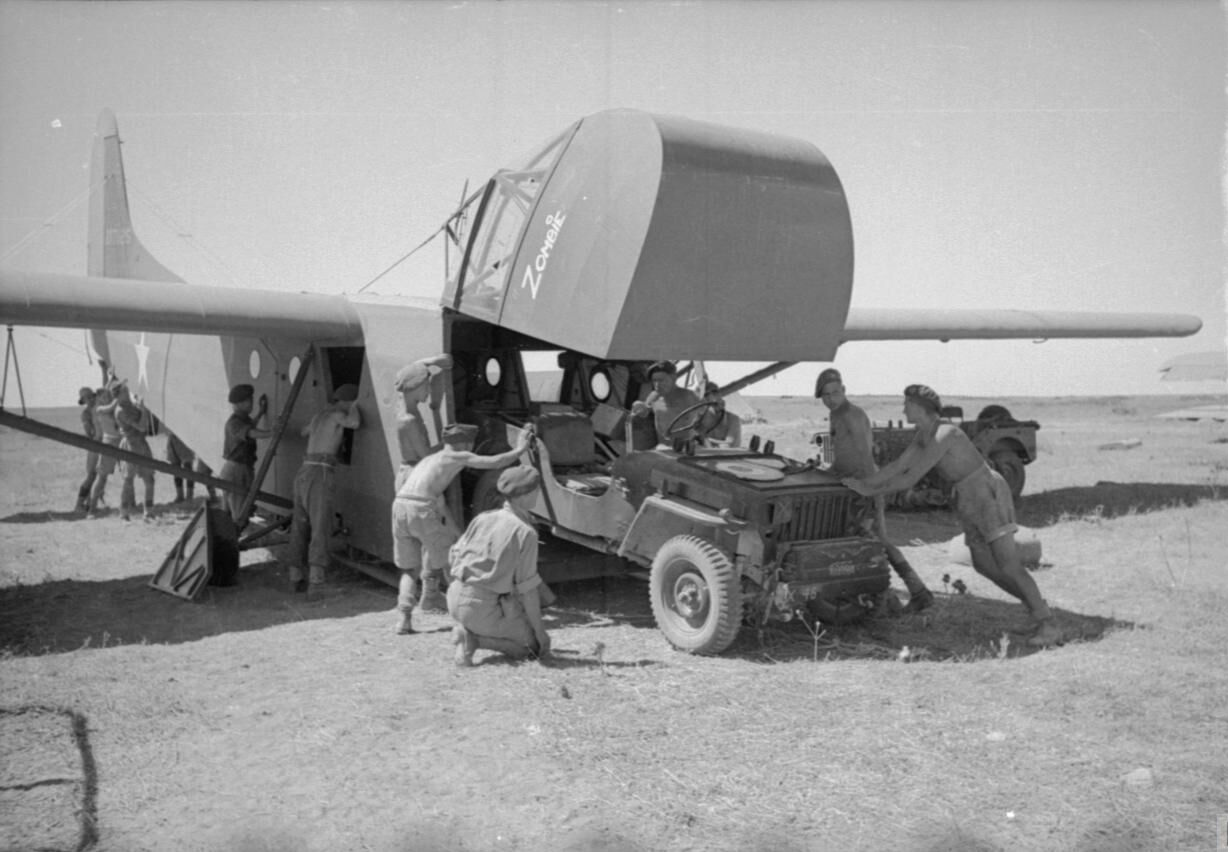
Jeden z jeepów 1 Brygady Powietrznodesantowej w trakcie załadunku na szybowiec Waco CG-4

W grudniu 1942 r., kiedy siły alianckie maszerowały przez Tunezję po wylądowaniu tam miesiąc wcześniej w ramach operacji Torch, kampania afrykańska dobiegała końca; wraz ze zbliżającym się zwycięstwem rozpoczęły się dyskusje pomiędzy aliantami na temat ich następnego celu. Wielu Amerykanów opowiadało się za natychmiastową inwazją na północy Francji, podczas gdy Brytyjczycy, a także gen. Dwight Eisenhower twierdzili, że to Sardynia byłaby najlepszym kolejnym celem sił alianckich. W styczniu 1943 r. premier Wielkiej Brytanii Winston Churchill i prezydent USA Franklin Delano Roosevelt spotkali się na konferencji w Casablance i zdecydowali się wylądować na Sycylii, której okupacja mogłaby potencjalnie zapewnić aliantom kontrolę nad śródziemnomorskimi szlakami żeglugowymi i dostęp do lotnisk bliżej Włoch kontynentalnych i terytorium Niemiec. Aliancką inwazję na Sycylię ukryto pod kryptonimem Operacja Husky, a jej planowanie rozpoczęło się w lutym. Zakładano, że brytyjska 8 Armia pod dowództwem gen. Bernarda Montgomery'ego wyląduje w południowo-wschodnim rogu wyspy i kierować się będzie na północ do portu w Syrakuzach. Dwa dni później amerykańska 7 Armia, dowodzona przez gen. George'a Pattona, wyląduje w zachodnim rogu wyspy i ruszy w kierunku portu w Palermo. Lądowania miały się odbyć jednocześnie na odcinku o długości 160 km południowo-wschodniej linii brzegowej wyspy.
Ze swojej strony 1 Dywizja Powietrznodesantowa miała przeprowadzić trzy operacje powietrznodesantowe siłami wielkości brygady; przy czym most drogowy Ponte Grande na południe od Syracuse miał zostać zajęty przez 1 Brygadę Powietrznodesantową (operacja Ladbroke), port Augusta miał zostać zajęty przez 2 Brygadę Spadochronową (odwołana później operacja Glutton), a wreszcie most Primasole nad rzeką Simeto wzięty przez 1 Brygadę Spadochronową (operacja Fustian).
Kiedy omawiano plany brytyjskich operacji powietrznodesantowych, płk George Chatterton, dowódca 2 Skrzydła Pułku Pilotów Szybowcowych, wskazał na problem z jedynym typem szybowca dostępnego w śródziemnomorskim teatrze działań wojennych – amerykańskiego Waco CG-4, znanego w służbie brytyjskiej jako Hadrian – jego mały rozmiar. Waco mieścił tylko dwóch pilotów i trzynastu żołnierzy lub umożliwiał załadunek jeepa albo działa, ale nie jednego i drugiego. Plan operacji Ladbroke zakładał atak na most Ponte Grande przez 2. batalion Pułku South Staffordshire. Używając szybowców Horsa, z których każdy który mógł przewieźć 27 żołnierzy lub jeepa i działo razem, można by dostarczyć większe siły na most podczas pierwszego atakuShannon i Wright 1994 ↓, s. 201. Chatterton zdecydował, że do brytyjskich misji powietrznodesantowych potrzebuje około czterdziestu Hors, a także amerykańskich Waco.

## Misja

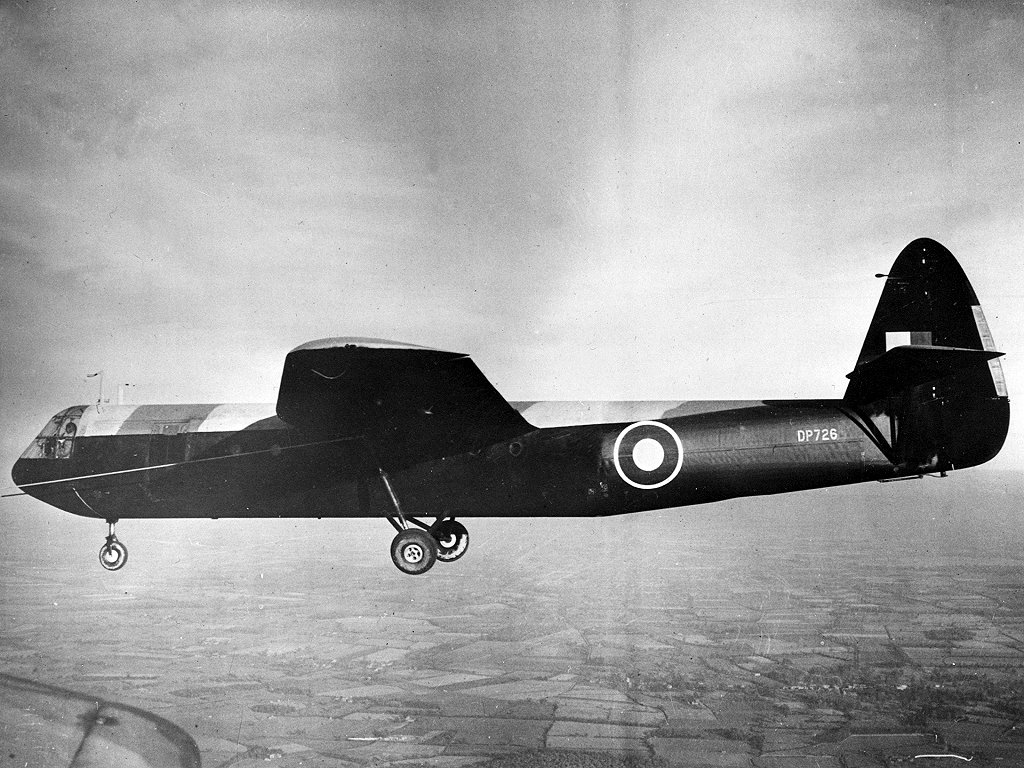
Szybowiec Airspeed Horsa

Jedyne dostępne szybowce Horsa znajdowały się wówczas w Anglii, a ich transport do Afryki Północnej wymagałby holowania ich przez 1900 km nad Oceanem Atlantyckim wokół wybrzeży Portugalii i Hiszpanii, a następnie dalszych 3200 km w poprzek Afryki Północnej, zanim dotarłyby do TunezjiSeth 1955 ↓, s. 77. Nikt wcześniej nie holował szybowca na taką odległość i nie było wiadomo, czy to w ogóle możliwe. Aby przetestować tę koncepcję i udowodnić, że maszyny mają niezbędną wytrzymałość, bombowce Handley Page Halifax z nr 295 Dywizjonu RAF-u holowały szybowce Horsa nad wybrzeżem Wielkiej Brytanii.
Misja dostała od dowództwa zielone światło; Horsy zmodyfikowano tak, aby po starcie zrzuciły podwozie w celu zmniejszenia oporu, natomiast bombowce Halifax zmodyfikowano za pomocą powiększonych zbiorników paliwa zamontowanych w komorach bombowych. Piloci szybowców pochodzili z 2 Skrzydła, które zostało pozostawione w Anglii, kiedy większość skrzydeł wyleciała do Tunezji wcześniej w tym roku. Rozpoczęto jedenastotygodniowy okres szkolenia, podczas którego w czterech wypadkach zginęło trzynastu pilotów. Podczas odprawy w dniu 21 maja 1943 r., przeprowadzonej przez 38 Skrzydło Transportu Lotniczego, dyskutowano o możliwości (lub jej braku) wyszkolenia załóg bombowców do holowania szybowców i dostarczenia czterdziestu maszyn do Afryki Północnej. Ostatecznie zdecydowano, że priorytetem będzie wyszkolenie 10 załóg bombowców, które do 21 czerwca dostarczą do Afryki Północnej około piętnastu szybowców, wracając do kraju po dostarczeniu pierwszej partii.

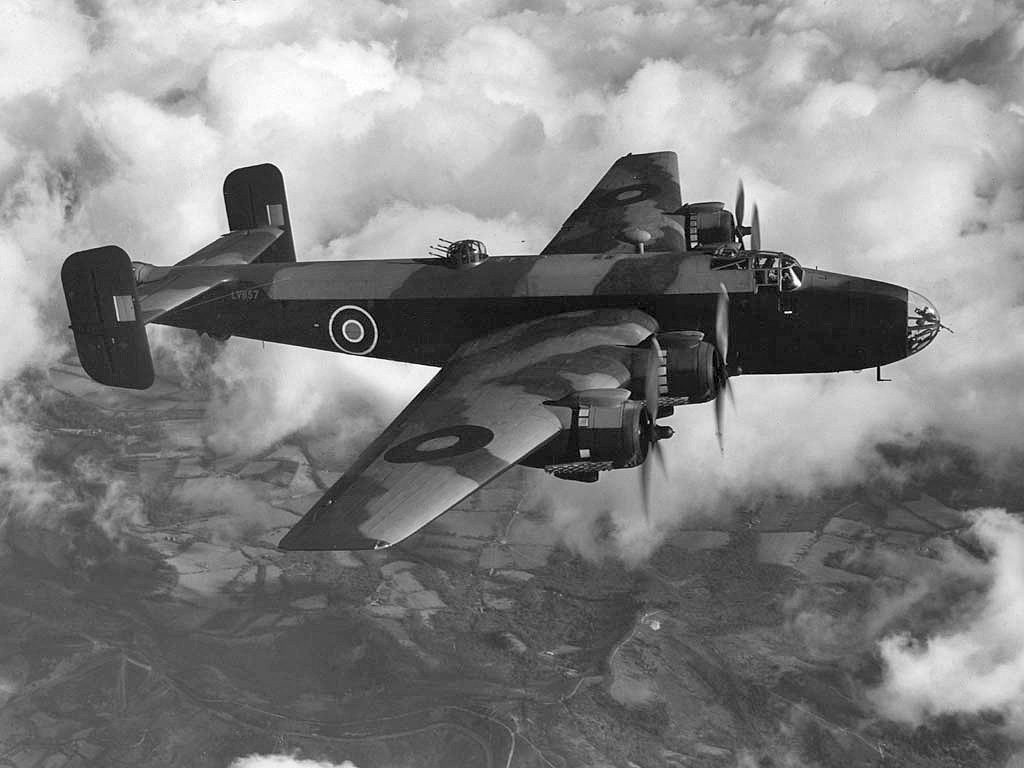
Bombowiec Handley Page Halifax

Halifaxy i Horsy zostały przeniesione do bazy RAF Portreath w Kornwalii, aby maksymalnie skrócić dystans, który musiałyby przebyć. Mimo to przed nimi był dziesięciogodzinny lot na lotnisko Sala w Maroku. Po przybyciu do Sala szybowce zostały odczepione do lądowania na skrawku piasku wzdłuż pasa startowego. Na ziemi każda Horsa została wyposażona w zapasowe podwozie, które sama przenosiła, a lot był kontynuowany natychmiast po zakończeniu montażu podwozia, z kolejnym przystankiem w Mu’askarze w Algierii. Podróż jednak nie kończyła się tutaj; jak najszybciej piloci mieli dotrzeć na swoje docelowe lotnisko Kairouan w Tunezji. Na czas lotu załogi szybowców zwiększono do trzech pilotów, którzy musieli zmieniać się co godzinę, aby zmniejszyć zmęczenie.
Loty odbywały się pomiędzy 3 czerwca a 7 lipca; pierwsze Horsy przybyły do Kairouran 28 czerwca, zaledwie dwanaście dni przed ich użyciem w operacji Ladbroke. Podczas lotu z Anglii, przez pierwsze trzy godziny spędzone nad Zatoką Biskajską, każda para Halifax–Horsa była eskortowana przez ciężkie myśliwce Bristol Beaufighter lub De Havilland Mosquito. Maszyny trzymały się na wysokości zaledwie 150 metrów nad wodą, by uniknąć zasięgu niemieckiego radaru i aby myśliwce eskorty mogły bezpiecznie wrócić, gdy zabraknie im paliwa. Misja nie była pozbawiona niebezpieczeństw. Po czterech godzinach lotu przy jednej Horsie zerwała się lina holownicza i maszyna spadła do morza. Kolejna Horsa i Halifax zostały odkryte przez parę niemieckich samolotów Fw 200 Condor i zestrzelone. Po przetrwaniu ataków patroli myśliwskich Luftwaffe i często burzliwych warunków pogodowych nad Afryką Północną dostarczono w sumie dwadzieścia siedem Hors na potrzeby inwazji na Sycylię. Całkowite straty podczas lotów wyniosły trzy Halifaxy i pięć Hors, przy dwudziestu jeden zabitych pilotach samolotów silnikowych i siedmiu poległych pilotach szybowcowych.

## Następstwa

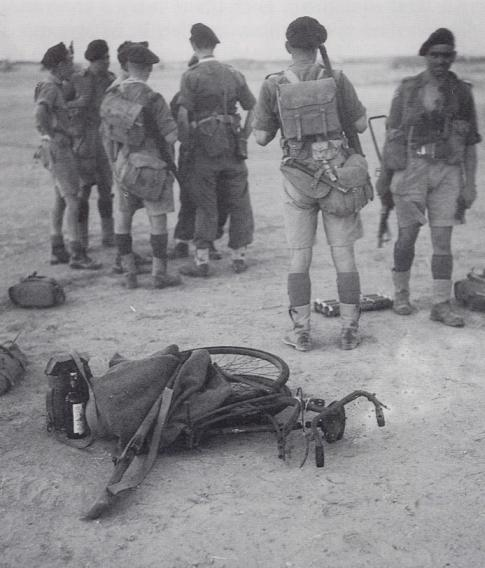
Żołnierze brytyjskiej piechoty szybowcowej przed wylotem na Sycylię

Pierwsza brytyjska operacja powietrznodesantowa na Sycylii, operacja Ladbroke, rozpoczęła się o godz. 18.00 9 lipca 1943 r., kiedy szybowce transportujące 1 Brygadę Powietrznodesantową opuściły Tunezję i wyleciały nad Sycylię (w akcji wzięło udział w sumie 144 szybowców). Po drodze napotkano silne wiatry i słabą widoczność, maszyny były też narażone na ogień przeciwlotniczy. Aby uniknąć pocisków i reflektorów, piloci holującego samolotu wzlatywali wyżej lub podejmowali działania wymijające. W wyniku zamieszania związanego z tymi manewrami niektóre szybowce zostały wypuszczone zbyt wcześnie, a 65 z nich wodowało lub rozbiło się w morzu, topiąc 252 ludzi. 59 pozostałych szybowców rozminęło się ze strefą lądowania nawet o 40 km; inne albo nie zostały odczepione i wróciły do Tunezji, albo zostały zestrzelone. Tylko dwanaście maszyn wylądowało w pobliżu celu; z tych szybowców jedna Horsa, przenosząca pluton piechoty z Pułku South Staffordshire, w rejonie mostu Ponte Grande. Dowódca plutonu, por. Withers, przepłynął rzekę wpław z połową swoich ludzi, aby zająć pozycje na przeciwległym brzegu. Cel został zdobyty po jednoczesnym ataku z obu końców; pluton następnie rozbroił ładunki wybuchowe przedłożone przez wroga na moście i okopał się, aby poczekać na posiłki lub odsiecz. Kolejna Horsa wylądowała ok. 200 metrów od mostu, ale eksplodowała chwilę później, zabijając wszystkich na pokładzie. Trzy inne Horsy przewożące drużyny z Pułku South Staffordshire wylądowały w odległości 3,2 km od mostu, ale ich załogi w końcu znalazły drogę do celu. 
Druga i ostatnia misja, operacja Fustian, rozpoczęła się o godzinie 19:30 12 lipca, kiedy pierwsze samoloty z 1 Brygadą Spadochronową na pokładzie wystartowały z Afryki PółnocnejMitcham i Von Stauffenberg 2007 ↓, s. 148. Przenoszące spadochroniarzy szybowce prowadziło dwanaście Albemarle'ów i siedem Halifaxów, holujących jedenaście Hors i osiem Waco. Pierwsze ofiary lotów szybowcowych miały miejsce już podczas startu, gdy rozbiły się dwa samoloty holujące szybowce Waco. Podczas lotu jeden szybowiec został przedwcześnie wypuszczony przez holujący samolot i rozbił się w morzu. Przybywając nad Sycylię, straciwszy element zaskoczenia, cztery szybowce zostały zestrzelone przez przybrzeżne baterie przeciwlotnicze. Zanim  maszyny dotarły do stref lądowania, od startu do zrzutu upłynęły dwie godziny. Po zaalarmowaniu niemieckiej obrony tylko cztery szybowce Horsa zdołały wylądować z grubsza nienaruszone, a wszystkie pozostałe zostały ostrzelane przez niemieckie karabiny maszynowe i zniszczone podczas lądowania. Ocalałe Horsy przenosiły trzy działa przeciwpancerne brygady, które zostały włączone do obrony mostu Primosole.
Na Sycylię szybowce dostarczyły w sumie 3,4 tys. spadochroniarzy, jednak rozproszonych w małych grupach na rozległym obszarze, często z dala od wyznaczonych celów. Utrudniło to realizację alianckich planów inwazji, ale z drugiej strony niewielkie, ale liczne i działające na rozległym obszarze grupy spowodowały ogromne zamieszanie w działaniach sił przeciwnika, przecinając jego linie komunikacyjne i atakując patrole.